# (1947) Iso-Heikkilä
(1947) Iso-Heikkilä [ˈisoˌɦei̯kkilæ] ist ein Asteroid des Hauptgürtels, der am 4. März 1935 von dem finnischen Astronomen Yrjö Väisälä in Turku entdeckt wurde.
Der Name des Asteroiden ist abgeleitet von dem Bauernhof Iso-Heikkilä, der im Besitz der Universität Turku und Standort des ersten, 1935 in Betrieb genommenen astronomischen Observatoriums der Universität war. Dieser Asteroid ist der erste, der dort entdeckt wurde.